# Gare de L'Asse
La gare de L'Asse est une gare ferroviaire située sur le territoire de la commune suisse de Nyon, dans le canton de Vaud.

## Situation ferroviaire
Établie à 466 mètres d'altitude, la gare de L'Asse se situe en dehors de Nyon entre les gares de Trélex et de La Vuarpillière sur la ligne du Chemin de fer Nyon-Saint-Cergue-Morez.

## Service des voyageurs
La halte est équipée d'un distributeur automatique de titres de transports, d'un dispositif de demande d'arrêt du train, de poubelles de tri sélectif et d'un petit parking de 8 places. Le quai est spécialement large pour assurer la desserte du Paléo Festival Nyon. 
La halte est équipée d'un dispositif de renversement de block permettant aux trains-navettes du Paléo de repartir directement pour Nyon sans devoir atteindre la gare de Trélex.